# Ceratocaryum argenteum
Espèce
Ceratocaryum argenteum, nommé en anglais Silver arrowreed (flèche argentée), est une plante monocotylédone de l'ordre des Poales et de la famille des Restionaceae. Cette espèce est endémique de la province du Cap-Occidental en Afrique du Sud.

## Description
Les plantes cespiteuses mesurent 2 à 3 m de haut et poussent dans les sables côtiers à des altitudes de 50 à 200 m au-dessus du niveau de la mer. Elles fleurissent d'avril à mai. Les plantes libèrent leurs fruits à noix tuberculées en janvier,.

## Dissémination des graines
Cette plante utilise le mimétisme au niveau des graines pour tromper les bousiers. En leur faisant croire qu'il s'agit de crottes d'antilopes, tant par l'aspect que par l'odeur, ces insectes coléoptères coprophages transportent les graines et les enterrent avant de se rendre compte qu'elles sont trop dures et qu'il est donc impossible de pondre un œuf à l'intérieur,.  
Cette stratégie de mimétisme fécal est partagée avec une espèce proche, dénommée Ceratocaryum pulchrum

Ceratocaryum argenteum
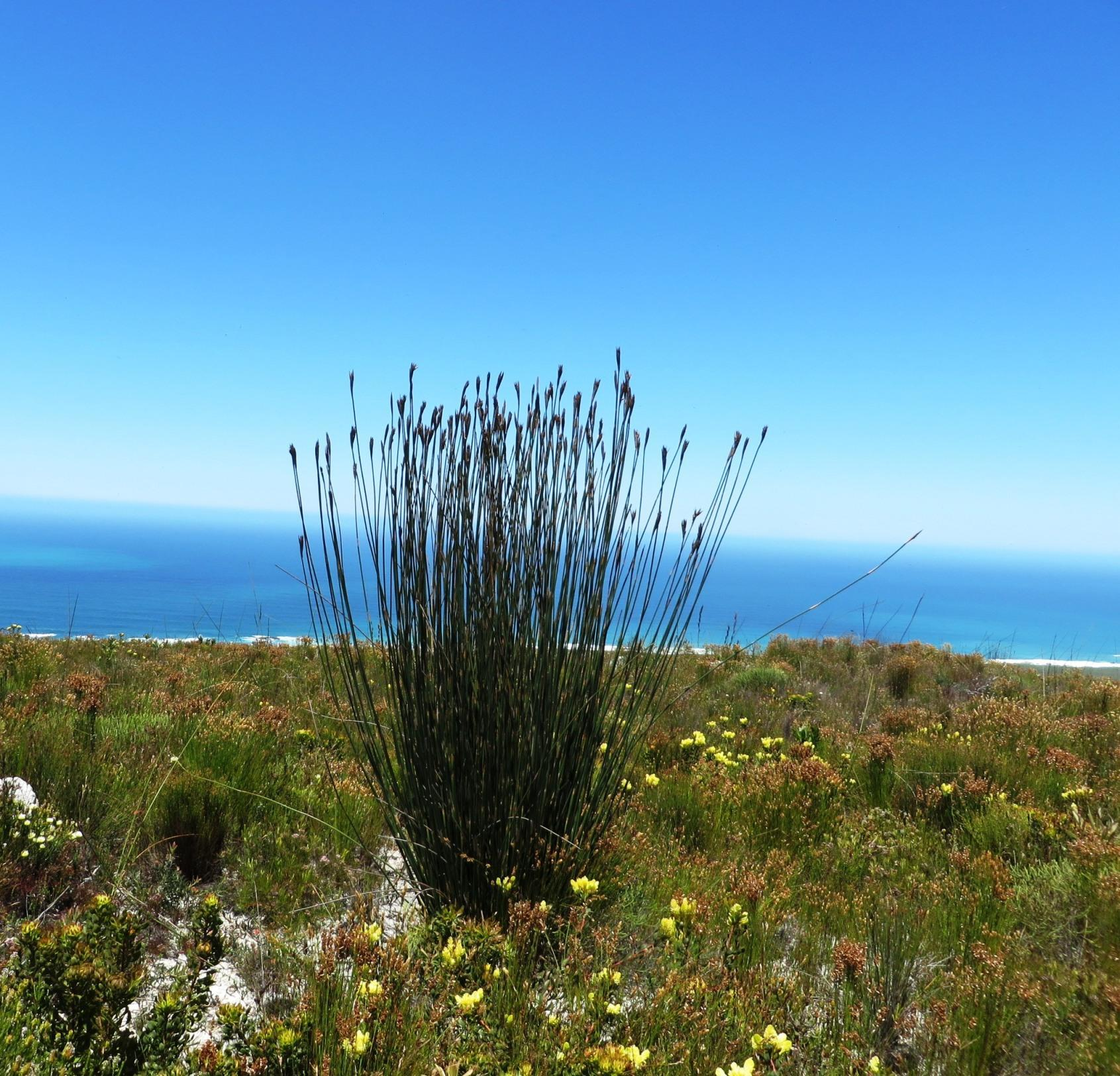
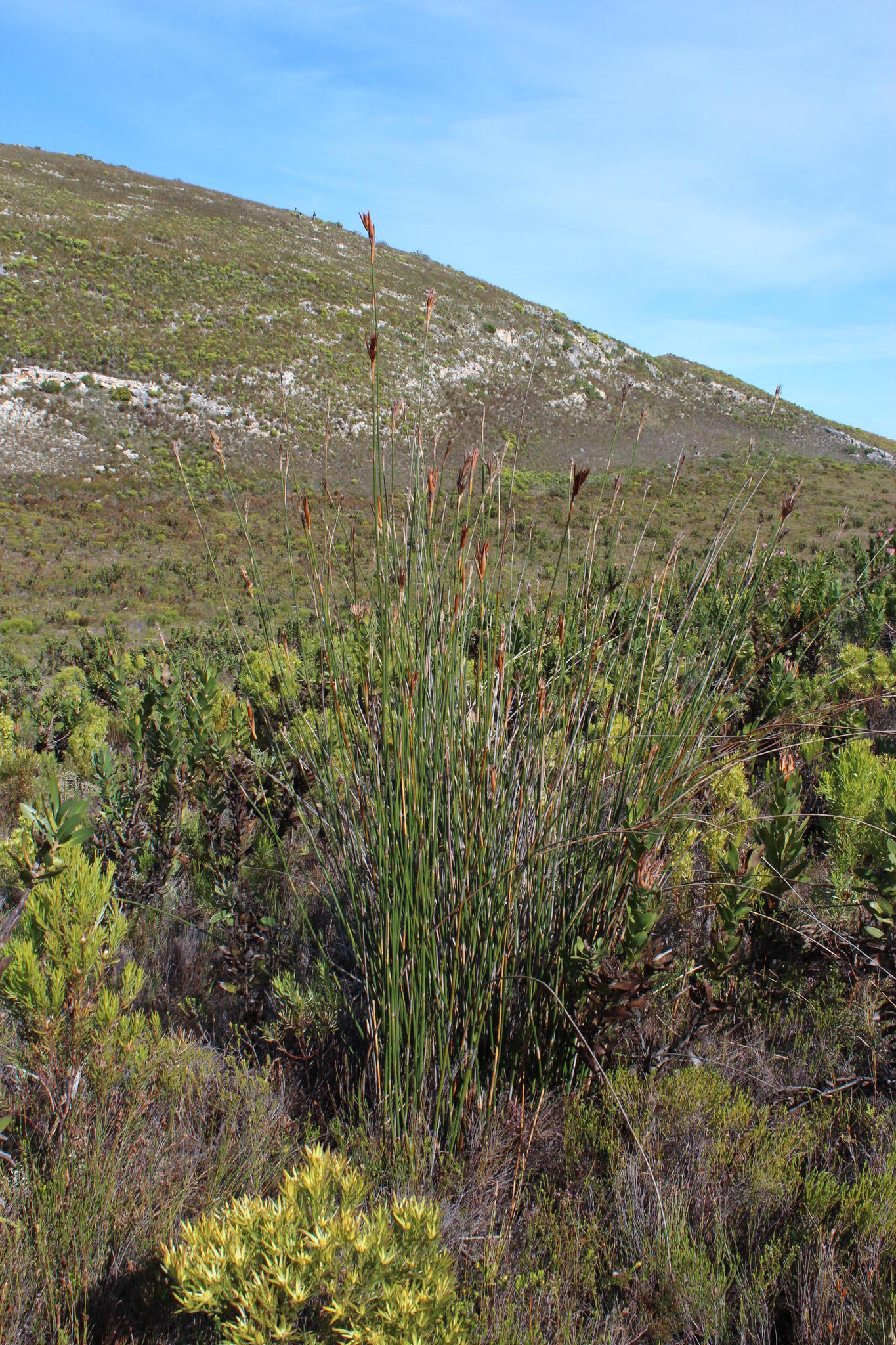
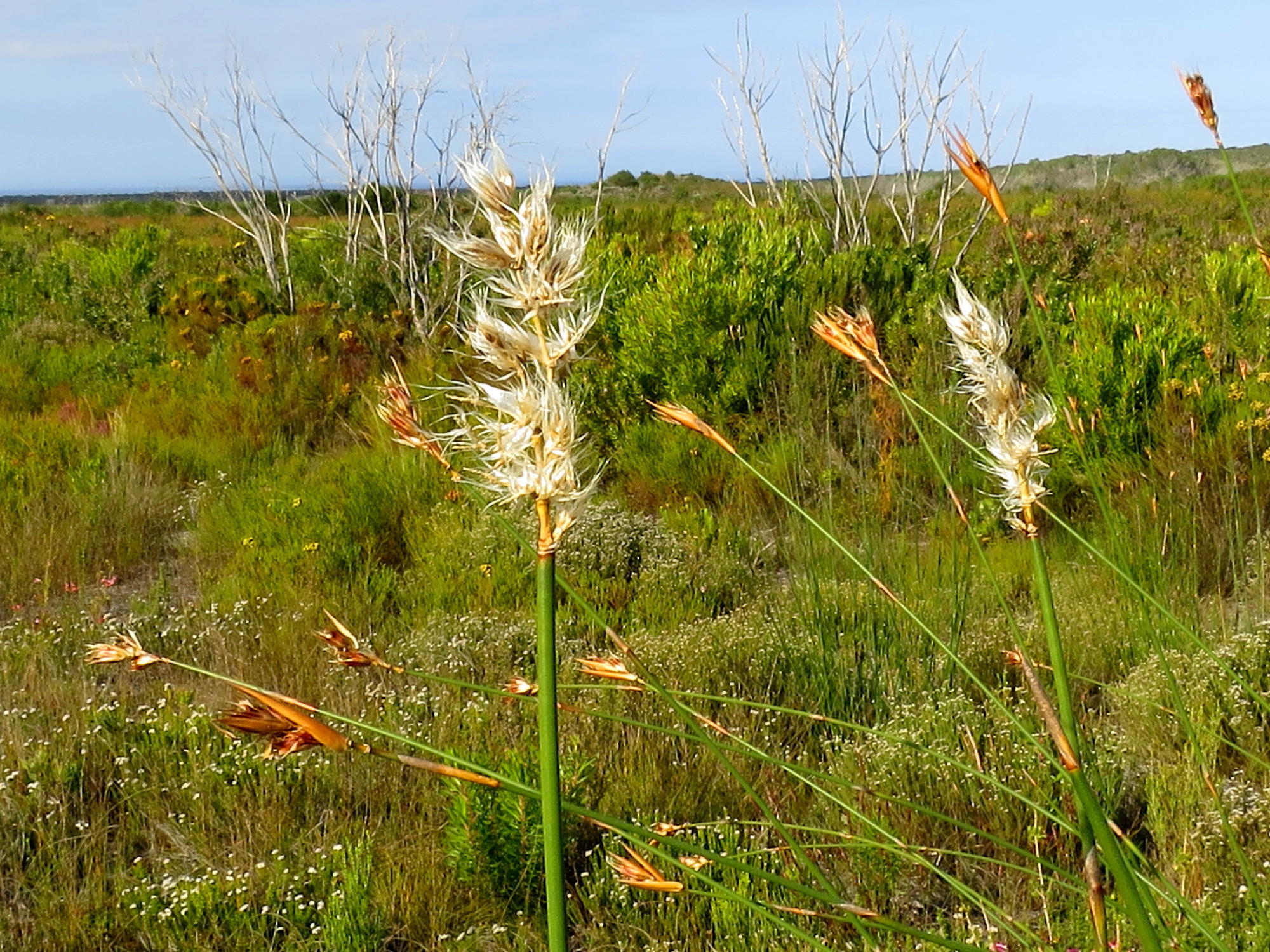
Fleurs mâles et femelles.
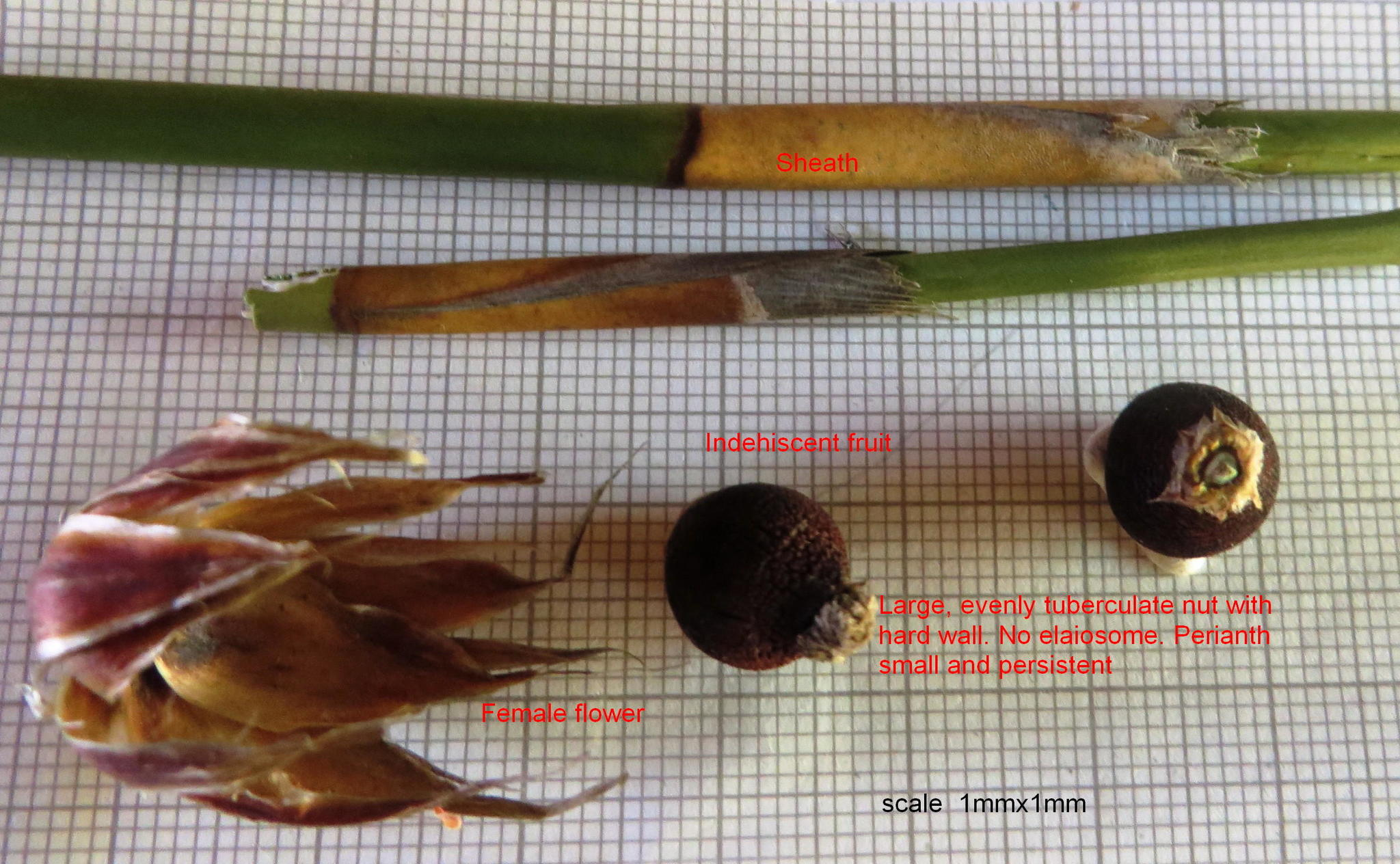
Ligule, fruit et graines.
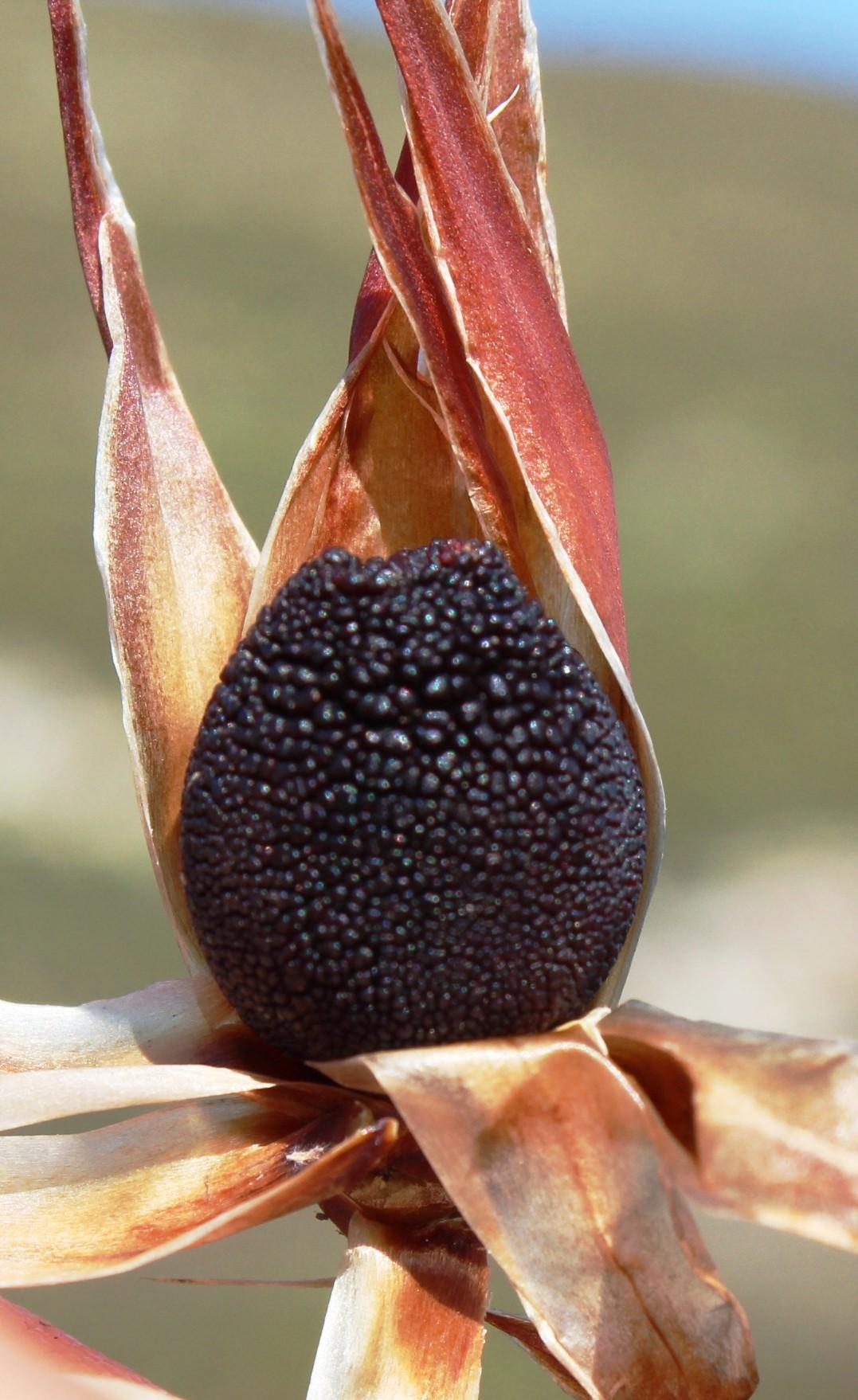
Fruit.
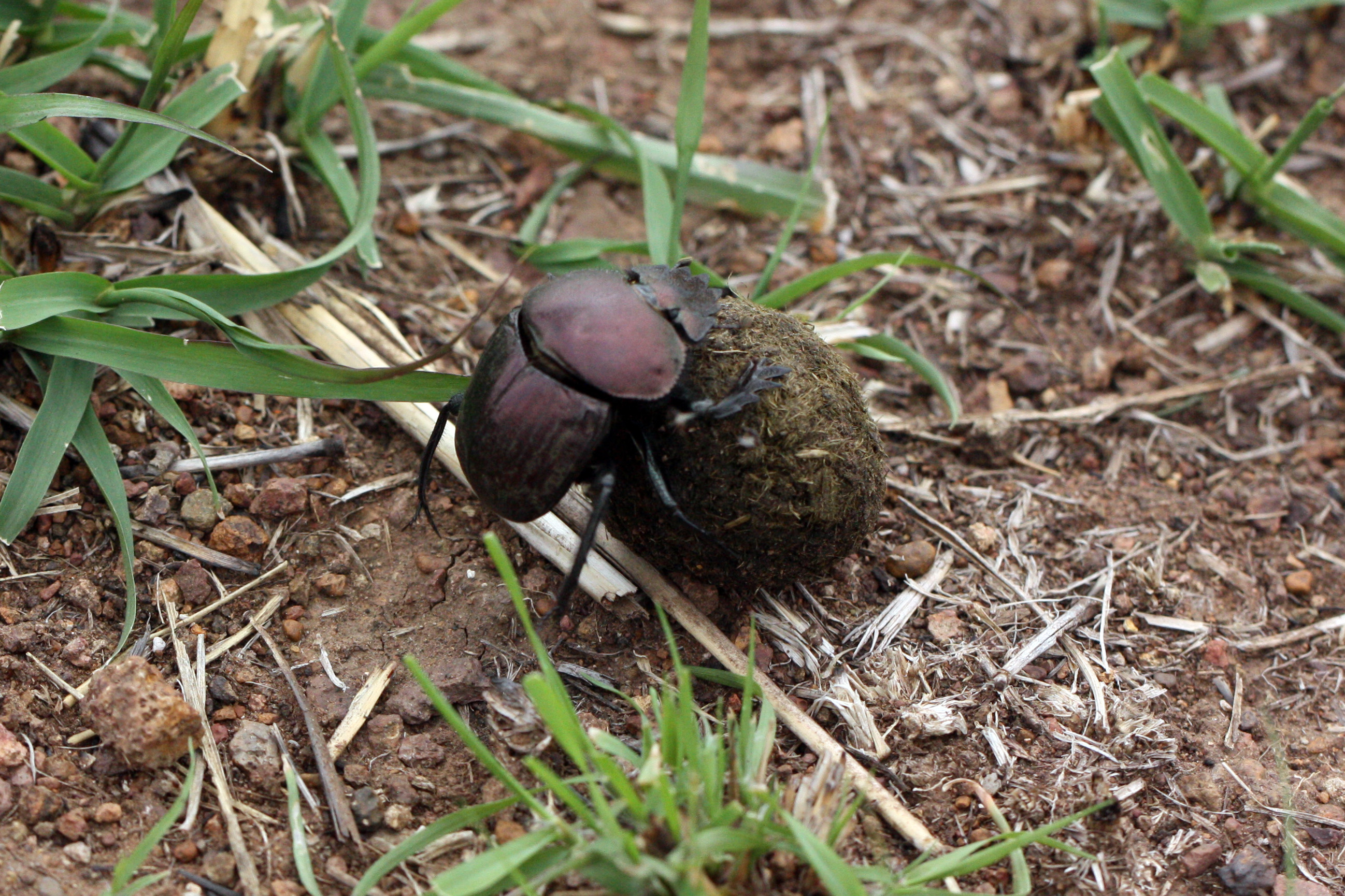
Boule de bousier.

## Synonymie
Ceratocaryum argenteum a pour synonymes :
- Ceratocaryum speciosum Nees
- Ceratocaryum speciosum Nees ex Mast.
- Restio argenteus Nees
- Willdenowia argentea (Nees ex Kunth) Hieron.